# Amy Liptrot

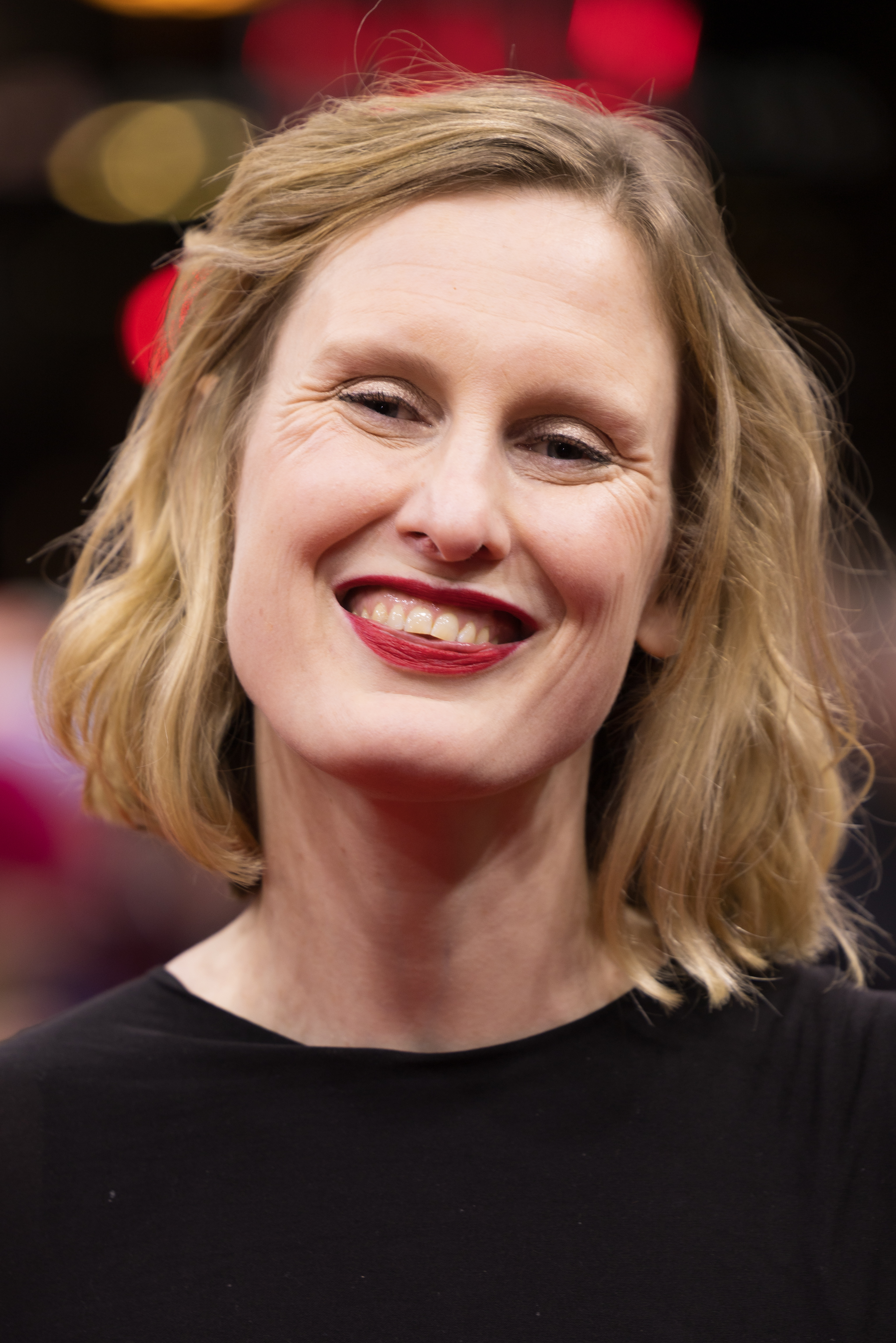
Amy Liptrot auf der Berlinale 2024

Amy Liptrot (* 1986) ist eine schottische Journalistin und Autorin. Für ihre Memoiren Nachtlichter wurde sie 2016 mit dem Wainwright Preis sowie 2017 mit dem Ackerley Preis des englischen PEN-Zentrums ausgezeichnet.

## Leben
Geboren auf den Orkneyinseln, lebte sie später in Edinburgh und London. Nach ihrer Rückkehr nach Orkney zog sie für einige Zeit nach Berlin. Als Journalistin schreibt Liptrot für verschiedene britische Magazine, The Guardian, The Spectator und für BBC Radio.
In ihren Memoiren Nachtlichter beschreibt Liptrot ihre Erfahrungen bei der Rückkehr nach Orkney, wo sie auf einer Farm aufwuchs. Nach ihrer Rückkehr von einem zehnjährigen ausschweifenden Leben in London setzte sie dort ihren Alkohol- und Drogenentzug fort. Das Werk wurde wegen seiner Naturbeobachtung und Selbstreflexion vielfach gelobt und ausgezeichnet. Es stand lange auf Bestsellerlisten sowie auf der Shortlists des jährlichen Literaturpreises Ondaatje der Royal Society of Literature sowie jährlichen Buchpreises des Wellcome Trusts. Es wurde bis 2022 in 15 Sprachen übersetzt.
Seit 2011 lebt Liptrot ohne Alkohol. Ende 2018 wurde sie Mutter.
Sie war zusammen mit der Literaturagentin Jenny Brown, der Journalistin und Autorin Chitra Ramaswamy, sowie Nick Barley, dem Direktor des Edinburgh International Book Festivals in der Jury des Debütjahres 2019 des Nan-Shepherd-Preises für Nature Writing.
Während des Covid-19-Lockdowns schrieb Liptrot ein Essay über Freiwasserschwimmen für die Sammlung von schottischem Nature Writing Antlers of Water, herausgegeben von Kathleen Jamie.
In ihrem neuen Buch The Instant (englischer Titel) beschreibt sie ihre Zeit in Berlin. Dort lebte sie in der Zeit nach ihrer Rückkehr nach Orkney.
Zusammen mit Nora Fingscheidt schrieb sie auch das Drehbuch zur Verfilmung ihres Buches Nachtlichter, in der sie von Saoirse Ronan gespielt wird. The Outrun wurde 2024 in die Programme der Filmfestivals von Sundance und Berlin aufgenommen.
Die britische Singer-Songwriterin Anna B Savage erwähnt Nachtlichter als eine der zentralen Inspirationen für ihr Album A Common Turn.

## Werke
- Nachtlichter, übersetzt von Bettina Münch, btb Verlag, München 2017, ISBN 9783442757336
  - The Outrun, englisches Original, W.W. Norton, London 2016, ISBN 978-0393608960
- Wilde Geschöpfe, übersetzt von Bettina Münch, btb Verlag, München 2024, ISBN 9783442759989
  - The Instant, Canongate Books, Edinburgh & London 2022, ISBN 978-1838854263

## Auszeichnungen
- 2016: Wainwright Preis für Beste Natur- und Reiseliteratur (für Nachtlichter)
- 2017: PEN Ackerley Preis für autobiographisches Schreiben (für Nachtlichter)